# Take to the Skies
Albums de Enter Shikari
Anything Can Happen in the Next Half Hour EP
(2004) The Zone
(2007)
Singles
1. Mothership
Sortie : août 2006
2. Sorry You're Not a Winner/OK Time for Plan B
Sortie : 30 octobre 2006
3. Anything Can Happen in the Next Half Hour
Sortie : 5 mars 2007
4. Jonny Sniper
Sortie : 18 juin 2007

Take to the Skies est le premier album du groupe anglais de Post-hardcore Enter Shikari, publié le 19 mars 2007.
Quatre singles sont extraits de l'album : Mothership, Sorry You're Not a Winner/OK Time for Plan B, Anything Can Happen in the Next Half Hour et Jonny Sniper. Il atteint la 4e place des charts albums au Royaume-Uni et la 26e en Irlande.

## Historique
L'album contient beaucoup de chansons présentés sur des démos, singles et EPs publiés les années précédentes. Sorry You're Not a Winner était le single du second EP du groupe Sorry You're Not a Winner EP en 2003 et est ensuite ré-enregistré en 2006 avec OK Time for Plan B (démonstration publié précédemment en 2005) pour faire le second single de l'album Sorry You're Not a Winner/OK Time for Plan B. Anything Can Happen in the Next Half Hour et Jonny Sniper étaient tous les deux sur le troisième EP du groupe Anything Can Happen in the Next Half Hour EP en 2004. Ils sont complètement ré-enregistrés pour l'album. Une démo de Mothership est parue plus tôt en 2006. Par ailleurs, Enter Shikari, Labyrinth et Return To Energiser ont été publiées dans des démos en 2005 et 2006.
Après la sortie de l'album en Europe, le groupe passe une longue période à chercher un distributeur pour la zone nord-américaine. Ils signent finalement avec Tiny Evil, un label d'Interscope Records et l'album sort le 30 octobre.
Sur la liste des morceaux de l'album, les pistes 1, 5, 9, 11, 13 et 17 n'ont pas de titre sur le listing officiel. Toutefois, sur les versions numériques et certains descriptions détaillées, elles portent un nom. La première est universellement intitulée Stand Your Ground; This Is Ancient Land. Les autres sont appelées Interlude et numérotées.

## Liste des chansons
Toute la musique est composée par Enter Shikari.
| No  | Titre                                        | Durée |
| --- | -------------------------------------------- | ----- |
| 1.  | Stand Your Ground; This Is Ancient Land      | 1:08  |
| 2.  | Enter Shikari                                | 2:52  |
| 3.  | Mothership                                   | 4:30  |
| 4.  | Anything Can Happen in the Next Half Hour... | 4:32  |
| 5.  | Interlude 1                                  | 1:01  |
| 6.  | Labyrinth                                    | 3:51  |
| 7.  | No Sssweat                                   | 3:16  |
| 8.  | Today Won’t Go Down in History               | 3:34  |
| 9.  | Interlude 2                                  | 1:28  |
| 10. | Return to Energiser                          | 4:35  |
| 11. | Interlude 3                                  | 0:18  |
| 12. | Sorry You're Not a Winner                    | 3:52  |
| 13. | Interlude 4                                  | 0:35  |
| 14. | Jonny Sniper                                 | 4:01  |
| 15. | Adieu                                        | 5:40  |
| 16. | OK Time for Plan B                           | 4:55  |
| 17. | Closing                                      | 2:44  |

## Classements hebdomadaires
| Classement (2007)                 | Meilleure place |
| --------------------------------- | --------------- |
| Allemagne (Media Control AG)      | 93              |
| Belgique (Flandre Ultratop)       | 89              |
| Écosse (OCC)                      | 6               |
| Irlande (IRMA)                    | 26              |
| Royaume-Uni (UK Albums Chart)     | 4               |
| Royaume-Uni (Rock & Metal Albums) | 1               |

## Certifications
| Pays              | Certification |
| ----------------- | ------------- |
| Royaume-Uni (BPI) | Or            |